# Marathon van Nagoya 2016
De marathon van Nagoya 2016 werd gelopen op zondag 13 maart 2016. Het was de 37e editie van deze marathon. Het evenement heeft de status IAAF Gold Label Road Race. Alleen vrouwelijke elitelopers mochten aan de wedstrijd deelnemen.
Eunice Kirwa uit Bahrein won net als het jaar ervoor de wedstrijd. Ditmaal had ze 2:22.40 nodig om het parcours te voltooien.

## Uitslagen
| rang   | naam              | land | tijd    |
| ------ | ----------------- | ---- | ------- |
| Goud   | Eunice Kirwa      | BRN  | 2:22.40 |
| Zilver | Tomomi Tanaka     | JPN  | 2:23.19 |
| Brons  | Rei Ohara         | JPN  | 2:23.20 |
| 4      | Mao Kiyota        | JPN  | 2:24.32 |
| 5      | Reia Iwade        | JPN  | 2:24.38 |
| 6      | Sayaka Kuwahara   | JPN  | 2:25.09 |
| 7      | Shiho Takechi     | JPN  | 2:25.29 |
| 8      | Betelhem Moges    | ETH  | 2:26.36 |
| 9      | Michi Numata      | JPN  | 2:27.27 |
| 10     | Ryoko Kizaki      | JPN  | 2:28.49 |
| 11     | Asami Kato        | JPN  | 2:29.33 |
| 12     | Bekelech Bedada   | ETH  | 2:29.50 |
| 13     | Iwona Lewandowska | POL  | 2:30.15 |
| 14     | Kaoru Nagao       | JPN  | 2:30.54 |
| 15     | Haruna Takada     | JPN  | 2:31.17 |
| 16     | Eri Hayakawa      | JPN  | 2:31.47 |
| 17     | Sakiko Matsumi    | JPN  | 2:32.09 |
| 18     | Yuka Takemoto     | JPN  | 2:32.21 |
| 19     | Kikuyo Tsuzaki    | JPN  | 2:32.23 |
| 20     | Rie Uchida        | JPN  | 2:32.25 |
| 21     | Hiroko Yoshitomi  | JPN  | 2:33.04 |
| 22     | Yuko Mizuguchi    | JPN  | 2:33.20 |
| 23     | Mizuki Noguchi    | JPN  | 2:33.54 |
| 24     | Saki Tabata       | JPN  | 2:34.20 |
| 25     | Mei Matsuyama     | JPN  | 2:34.35 |

1984 ·
1985 ·
1986 ·
1987 ·
1988 ·
1989 ·
1990 ·
1991 ·
1992 ·
1993 ·
1994 ·
1995 ·
1996 ·
1997 ·
1998 ·
1999 ·
2000 ·
2001 ·
2002 ·
2003 ·
2004 ·
2005 ·
2006 ·
2007 ·
2008 ·
2009 ·
2010 ·
2011 ·
2012 ·
2013 ·
2014 ·
2015 ·
2016 ·
2017